# Élections législatives de 1958 en Charente
Les élections législatives françaises de 1958 se déroulent les 23 et 30 novembre 1958. Dans le département du Charente, trois députés sont à élire dans le cadre de trois circonscriptions.

## Élus
| Circonscription | Député élu      | Parti | Parti |
| --------------- | --------------- | ----- | ----- |
| 1re             | Raymond Réthoré |       | UNR   |
| 2e              | Félix Gaillard  |       | Rad   |
| 3e              | Jean Valentin   |       | CNIP  |

## Système électoral
Pour la première fois depuis 1936, les élections législatives ont lieu au scrutin uninominal majoritaire à deux tours dans des circonscriptions uninominales.
Est élu au premier tour le candidat qui réunit la majorité absolue des suffrages exprimés et un nombre de voix au moins égal au quart (25 %) des électeurs inscrits dans la circonscription. Si aucun des candidats ne satisfait ces conditions, un second tour est organisé entre les candidats ayant réuni un nombre de voix au moins égal à 5 % des suffrages exprimés. Au second tour, le candidat arrivé en tête est déclaré élu.
Le seuil de qualification, basé sur un pourcentage relativement faible des suffrages exprimés, tend à faciliter l'accès au second tour de plus de deux candidats. Les candidats en lice au second tour peuvent ainsi fréquemment être trois, un cas de figure appelé « triangulaire ». Lorsque quatre candidats s'affrontent au second tour, on parle de « quadrangulaire ».

## Résultats

### Résultats à l'échelle du département
| Parti          | Parti                                            | Premier tour | Premier tour | Second tour | Second tour | Sièges |
| Parti          | Parti                                            | Voix         | %            | Voix        | %           | Sièges |
| -------------- | ------------------------------------------------ | ------------ | ------------ | ----------- | ----------- | ------ |
|                | Centre national des indépendants et paysans      | 33 244       | 21,75        | 52 501      | 34,65       | 1      |
|                | Union pour la nouvelle République                | 19 664       | 12,87        | 23 202      | 15,31       | 1      |
|                | Droite parlementaire                             | 52 908       | 34,62        | 75 703      | 49,97       | 2      |
|                |                                                  |              |              |             |             |        |
|                | Parti communiste français                        | 35 250       | 23,07        | 39 657      | 26,18       | 0      |
|                | Parti républicain, radical et radical-socialiste | 28 423       | 18,60        | 20 724      | 13,68       | 1      |
|                | Mouvement républicain populaire                  | 10 909       | 7,14         | Retrait     | Retrait     | 0      |
|                | Section française de l'Internationale ouvrière   | 10 542       | 6,90         | Retrait     | Retrait     | 0      |
|                | Centre réformateur républicain                   | 9 614        | 6,29         | 15 421      | 10,18       | 0      |
|                | Union et fraternité française                    | 3 209        | 2,10         |             |             | 0      |
|                | Rassemblement des gauches républicaines          | 1 967        | 1,29         | 0           |             |        |
|                |                                                  |              |              |             |             |        |
| Inscrits       | Inscrits                                         | 206 228      | 100,00       | 206 027     | 100,00      | 3      |
| Abstentions    | Abstentions                                      | 48 814       | 23,67        | 50 289      | 24,41       |        |
| Votants        | Votants                                          | 157 414      | 76,33        | 155 738     | 75,59       |        |
| Blancs et nuls | Blancs et nuls                                   | 4 592        | 2,92         | 4 233       | 2,72        |        |
| Exprimés       | Exprimés                                         | 152 822      | 97,08        | 151 505     | 97,28       |        |

### Résultats par circonscription

#### Première circonscription (Angoulême)
| Candidat       | Candidat              | Parti          | Premier tour | Premier tour | Second tour | Second tour |  |
| Candidat       | Candidat              | Parti          | Voix         | %            | Voix        | %           |  |
| -------------- | --------------------- | -------------- | ------------ | ------------ | ----------- | ----------- |  |
|                | Henri Thébault        | CNIP           | 16 203       | 28,22        | 20 572      | 35,39       |  |
|                | Raymond Réthoré élu   | UNR            | 13 938       | 24,28        | 23 143      | 39,81       |  |
|                | Jean Pronteau         | PCF            | 13 039       | 22,71        | 14 414      | 24,8        |  |
|                | Jean-Maurice Poitevin | SFIO           | 10 542       | 18,36        | Retrait     | Retrait     |  |
|                | Émilien Tardat        | MRP            | 3 693        | 6,43         | Retrait     | Retrait     |  |
|                |                       |                |              |              |             |             |  |
| Inscrits       | Inscrits              | Inscrits       | 76 947       | 100,00       | 76 809      | 100,00      |  |
| Abstentions    | Abstentions           | Abstentions    | 18 320       | 23,81        | 17 688      | 23,03       |  |
| Votants        | Votants               | Votants        | 58 627       | 76,19        | 59 121      | 76,97       |  |
| Blancs et nuls | Blancs et nuls        | Blancs et nuls | 1 212        | 2,07         | 992         | 1,68        |  |
| Exprimés       | Exprimés              | Exprimés       | 57 415       | 97,93        | 58 129      | 98,32       |  |

#### Deuxième circonscription (Cognac)
| Candidat       | Candidat                    | Parti          | Premier tour | Premier tour | Second tour | Second tour |  |
| Candidat       | Candidat                    | Parti          | Voix         | %            | Voix        | %           |  |
| -------------- | --------------------------- | -------------- | ------------ | ------------ | ----------- | ----------- |  |
|                | Félix Gaillard élu          | Radsoc         | 18 211       | 40,95        | 20 724      | 47,67       |  |
|                | Patrick Castillon du Perron | CRR            | 9 614        | 21,62        | 15 421      | 35,47       |  |
|                | Roger Doche                 | PCF            | 7 803        | 17,55        | 7 330       | 16,86       |  |
|                | Félix Voiron                | MRP            | 7 216        | 16,23        | Retrait     | Retrait     |  |
|                | Philippe Alexandre          | UFF            | 1 630        | 3,67         |             |             |  |
|                |                             |                |              |              |             |             |  |
| Inscrits       | Inscrits                    | Inscrits       | 60 330       | 100,00       | 60 296      | 100,00      |  |
| Abstentions    | Abstentions                 | Abstentions    | 14 158       | 23,47        | 15 706      | 26,05       |  |
| Votants        | Votants                     | Votants        | 46 172       | 76,53        | 44 590      | 73,95       |  |
| Blancs et nuls | Blancs et nuls              | Blancs et nuls | 1 698        | 3,68         | 1 115       | 2,5         |  |
| Exprimés       | Exprimés                    | Exprimés       | 44 474       | 96,32        | 43 475      | 97,5        |  |

#### Troisième circonscription (Confolens)
| Candidat       | Candidat          | Parti          | Premier tour | Premier tour | Second tour | Second tour |  |
| Candidat       | Candidat          | Parti          | Voix         | %            | Voix        | %           |  |
| -------------- | ----------------- | -------------- | ------------ | ------------ | ----------- | ----------- |  |
|                | Jean Valentin élu | CNIP           | 17 041       | 33,46        | 31 929      | 63,98       |  |
|                | André Soury       | PCF            | 14 408       | 28,29        | 17 913      | 35,9        |  |
|                | Marcel Perrot     | Radsoc         | 10 212       | 20,05        | Retrait     | Retrait     |  |
|                | André Chabanne    | UNR            | 5 726        | 11,24        | 59          | 0,12        |  |
|                | René Gounin       | RGR            | 1 967        | 3,86         |             |             |  |
|                | Gustave Marchives | UFF            | 1 579        | 3,1          |             |             |  |
|                |                   |                |              |              |             |             |  |
| Inscrits       | Inscrits          | Inscrits       | 68 951       | 100,00       | 68 922      | 100,00      |  |
| Abstentions    | Abstentions       | Abstentions    | 16 336       | 23,69        | 16 895      | 24,51       |  |
| Votants        | Votants           | Votants        | 52 615       | 76,31        | 52 027      | 75,49       |  |
| Blancs et nuls | Blancs et nuls    | Blancs et nuls | 1 682        | 3,2          | 2 126       | 4,09        |  |
| Exprimés       | Exprimés          | Exprimés       | 50 933       | 96,8         | 49 901      | 95,91       |  |